# Prima Ligă Liban
Prima Ligă Liban (franceză: Championnat du Liban de Football; Arabă: الدوري اللبناني لكرة القدم) este primul eșalon din sistemul competițional fotbalistic din Liban.

## Echipele sezonului 2010-11
- Al Ahed
- Al Akha Ahly
- Al Ansar
- Al Islah Bourg Shamaly
- Al-Mabarrah
- Al Safa
- Al-Tadamon Tyre
- Nejmeh
- Racing Beirut
- Salam Sour
- Shabab Al-Ghazieh
- Shabab Al-Sahel

## Campioane

### Performanțe după club
| Club                          | Nr. de campionate |
| ----------------------------- | ----------------- |
| Al Ansar Beirut               | 13                |
| Homenetmen Beirut             | 7                 |
| Al Nejmeh Beirut              | 7                 |
| Al Nahda                      | 5                 |
| Homenmen Beirut               | 4                 |
| American University of Beirut | 3                 |
| Racing Beirut                 | 3                 |
| Sika (Railways)               | 3                 |
| Al Ahed                       | 2                 |
| Salam Zgharta                 | 1                 |
| Al-Shabiba Mazraa             | 1                 |
| Olympic Beirut                | 1                 |

### Foste campioane
| - 1934 : Al Nahda - 1935 : American University of Beirut (neoficial) - 1936 : Sika (Railways) (Beirut) - 1937 : American University of Beirut (neoficial) - 1938 : American University of Beirut (neoficial) - 1939 : Sika (Railways) (Beirut) - 1940 : Nu s-a disputat - 1941 : Sika (Railways) (Beirut) - 1942 : Al Nahda - 1943 : Al Nahda - 1944 : Homenetmen Beirut - 1945 : Homenmen Beirut - 1946 : Homenetmen Beirut - 1947 : Al Nahda - 1948 : Homenetmen Beirut - 1949 : Al Nahda - 1950 : Nu s-a disputat - 1951 : Homenetmen Beirut - 1952-53 : Nu s-a disputat - 1954 : Homenmen Beirut - 1955 : Homenetmen Beirut | - 1956 : Racing Beirut - 1957 : Homenmen Beirut - 1958-60 : Nu s-a disputat - 1961 : Homenmen Beirut - 1962 : Nu s-a disputat - 1963 : Homenetmen Beirut - 1964 : Nu s-a disputat - 1965 : Racing Beirut - 1966 : Nu s-a disputat - 1967 : Shabiba Al-Mazraa - 1968 : Nu s-a disputat - 1969 : Homenetmen Beirut - 1970 : Racing Beirut - 1971-72 : Nu s-a disputat - 1973 : Nejmeh (neoficial) - 1974 : Nu s-a disputat - 1975 : Nejmeh (neoficial) - 1976-86 : Nu s-a disputat - 1987 : Salam Zgharta - 1988 : Al Ansar - 1989 : Al Ansar - 1990 : Al Ansar | - 1991 : Al Ansar - 1992 : Al Ansar - 1993 : Al Ansar - 1994 : Al Ansar - 1995 : Al Ansar - 1996 : Al Ansar - 1997 : Al Ansar - 1998 : Al Ansar - 1999 : Al Ansar - 2000 : Nejmeh - 2001 : Boicotare - 2002 : Nejmeh - 2003 : Olympic Beirut - 2004 : Nejmeh - 2004-05 : Nejmeh - 2005-06 : Al Ansar - 2006-07 : Al Ansar - 2007-08 : Al Ahed - 2008-09 : Nejmeh - 2009–10 : Al Ahed |

## Jucători străini care au jucat în Prima Ligă Liban
| Asia - Buddy Farah - Bassim Abbas - Abdul-Wahab Abu Al-Hail - Sahib Abbas - Mahmoud Majeed - Salih Sadir - Khaled Saad - Mohamad Abu Ateeq - Mohammad Hamad - Remy Assaad - Wassim Abdel Hadi - Mahmoud Al Basat - Ali Saadeh - Assef Khalifa - Ahmad Ayoub - Wael Nazha - Khaled Afarah | Americi - Gilberto Dos Santos - Evandro Russo Ramos - Tomi Jarmakani - Fabio Santos da Silva - Toninho Santos - Silvio Costa - Edílson José da Silva - Andréziño - Sebastiao Ramos Junior - Agripino Serafim da Silva Junior - Salomão Mouzouad Salha - Rafael Litty - Jaoa Alfredo - George Da Silva - Luís Fernandez - Mohaméd Karanouh - Randolph Jerome - Kendall Velox - Errol McFarlane - David Nakhid - Peter Prospar - Esteban Dutra - Victor Hugo La Luz | Europa - Hagob Donabedian - Armen Shahgeldyan - Krikor Alosian - Artur Kocharyan - Hamlet Mkhitaryan - Sergey Erzrumyan - Boris Lučić - Mario Ivanković - Ferris Scandar - Saïd Scandar - Spiridon Daskalakis - Mario Sader - Mustepa Tosca - Roman Lenski - Vasile Caciureac - Seyran Osipov - Sergey Khomutov - Mirko Teodorović - Dejan Lučić - Milan Bogunović | Africa - Alphonse Tchami - Milat Pierre Polycarpe - Guy Charles Jimgou - Othman Safani - Ahmad Jaradi - Mahmoud Saad - Emmanuel Duah - Daniel Nana Yeboah - Daniel Addo - Samuel Akonkon - Mohsen Saleh - Hamid Termina - Hisham Shleikh - Sunday Oko - Robert Akaruye - Mba Derick Ebi - Moussa Gueye - Papa Cisse - Makethe Diop - Madiou Konate - Mohamed Kallon - Kemokai Kallon - Abu Bakar Bah - Donald Minitir - Nizar Khalfan |

## Golgeteri
| Season  | Name                       | Club                   | Goals |
| ------- | -------------------------- | ---------------------- | ----- |
| 1960/61 | Mardek Chabarian           | Homenmen Beirut        | 15    |
| 1961/62 | Levon Altonian             | Homenetmen Beirut      | 14    |
| 1962/63 | Joseph Abou Murad          | Racing Beirut          | 18    |
| 1964/65 | Levon Altonian             | Homenetmen Beirut      | 19    |
| 1966/67 | Muhaddin Ayatani           | Nejmeh                 | 15    |
| 1969/70 | Hani Abdul Fattah          | Al Safa                | 19    |
| 1972/73 | Youssef Al-Ghoul           | Al Ansar               | 8     |
| 1973/74 | Jamal El-Khatib            | Nejmeh                 | 13    |
| 1987/88 | Fouad Saad                 | Al Ansar               | 6     |
| 1988/89 | Jamal El-Hajj              | Nejmeh                 | 12    |
| 1990/91 | Fadi Alloush               | Al Ansar               | 32    |
| 1991/92 | Wahid Dahrouj              | Al Safa                | 20    |
| 1992/93 | Fadi Alloush               | Al Ansar               | 27    |
| 1993/94 | Mahmoud Hamoud             | Nejmeh                 | 15    |
| 1994/95 | Vitali Aghassian           | Homenmen Beirut        | 16    |
| 1995/96 | Assef Khalifa              | Nejmeh                 | 19    |
| 1996/97 | Peter Prospar              | Al Ansar               | 22    |
| 1997/98 | Ahmad Jaradi               | Nejmeh                 | 13    |
| 1998/99 | Haitham Zein               | Al-Tadamon Tyre        | 15    |
| 1999/00 | Toninho Santos Sahib Abbas | Al Ansar Salam Zgharta | 14    |
| 2000/01 | Errol McFarlane            | Nejmeh                 | 21    |
| 2001/02 | Mahmoud Majeed             | Shabab Al-Sahel        | 24    |
| 2002/03 | Silvio Costa               | Tripoli SC             | 18    |
| 2003/04 | Mohammad Kassas            | Nejmeh                 | 22    |
| 2004/05 | Mohammad Kassas            | Nejmeh                 | 21    |
| 2005/06 | Ali Nasseredine            | Nejmeh                 | 17    |
| 2006/07 | Mohammed Ghaddar           | Nejmeh                 | 25    |
| 2007/08 | Mohammed Ghaddar           | Nejmeh                 | 22    |
| 2008/09 | Salih Sadir                | Al Ahed                | 20    |